# Before I Self Destruct
Before I Self Destruct es el cuarto álbum del rapero 50 Cent en su firma con la casa discográfica Interscope, excluyendo su álbum Get Rich or Die Tryin' Soundtrack.
Inicialmente, Before I Self Destruct fue planeado para ser el álbum de 50 Cent en 2007, pero decidió lanzar Curtis, y así la fecha de lanzamiento de Before I Self Destruct fue cambiada para el 2008 y posteriormente para 2009.
El álbum fue anunciado para ser lanzado el 4 de febrero de 2008, pero después se cambió a marzo de 2008, debido a que el lanzamiento de Curtis fue cambiado a septiembre de 2007. Después fue revelado que en una entrevista con los mienmbro de G-Unit Tony Yayo y Lloyd Banks, el álbum sería programado para ser lanzado el cuarto trimestre de 2008, después 50 Cent declaró que el álbum sería lanzado el 9 de diciembre de 2008.
En una alfombra roja, 50 Cent fue entrevistado y declaró que mientras él estaba trabajando en el álbum, escribió, produjo, y dirigió su primer film, diciendo que el lanzamiento del film coincidirá con el lanzamiento del álbum.
A comienzos de octubre de 2008, el primer sencillo «Get Up» fue lanzado por la página oficial de 50 Cent ThisIs50.com, también en YouTube, con la producción de Scott Storch. El segundo sencillo «I Get It In» fue lanzado pronto en enero de 2009 con los créditos de producción hacia Dr. Dre. El tercer sencillo fue confirmado y lanzado como «Ok, You're Right» con la producción de Dr. Dre como el sencillo anterior. El cuarto sencillo, junto con Ne-Yo, fue lanzado a principios de septiembre de 2009, titulado «Baby by Me», que tiene un tono parecido a la canción «I Get Money» de 50 Cent.
La lista de canciones fue confirmada en los primeros meses de 2009, y se mantuvo durante casi la mitad del año, cuando 50 Cent lanzó «Baby by Me» se canceló la lista de canciones que se había confirmado, aunque nunca aseguró que las canciones anunciadas fueran canceladas y no salieran en el álbum. Durante una entrevista en octubre de 2009 el rapero dio algunos detalles de su álbum, diciendo que los artistas Ne-Yo y R. Kelly solo eran colaboradores en el álbum, también afirmó que su productor Dr. Dre produjo cuatro canciones en el álbum, ya que en la primera lista de canciones produciría cinco.
Before I Self Destruct fue confirmado para ser lanzado el 17 de noviembre de 2009, pero en octubre del mismo año el rapero 50 Cent alargó el día de lanzamiento, confirmándolo para el 23 de noviembre de ese mismo año.
50 Cent había hecho algunas canciones en posteriores meses, pero no había confirmado ninguna para el álbum, primero lanzó «Hard Rock» junto a Ester Dean de Interscope, y días después lanzó «Dreamin'» producida por Dr. Dre, pero Eminem confirmó una canción en la cual él y 50 Cent cantaban juntos en los versos existentes. En el mismo mes también explicó que no cantaría junto al rapero Game, exmiembro del grupo G-Unit.

## Lanzamiento
Before I Self Destruct fue lanzado el martes 24 de noviembre de 2009 en Estados Unidos, el mismo día en el que fue lanzada la edición Ultimate Fan Box Set de The Singles Collection de Britney Spears y los álbumes For Your Entertainment de Adam Lambert, Rated R de Rihanna y The Fame Monster de Lady Gaga.

## Lista de canciones
| Before I Self Destruct |                                                        |                                                                                       |                             |          |  |
| N.º                    | Título                                                 | Escritor(es)                                                                          | Productor(es)               | Duración |  |
| 1.                     | «The Invitation»                                       | Curtis Jackson, Tyrone Fyffe, Manuel Pérez                                            | Ty Fyffe, Manny Pérez (co.) | 2:54     |  |
| 2.                     | «Then Days Went By»                                    | Jackson, Darren Billy, Jr., Bill Withers                                              | Lab Ox, Vikaden (co.)       | 3:44     |  |
| 3.                     | «Death to My Enemies»                                  | Jackson, Andre Young, Mark Batson, Trevor Lawrence, Jr., Dawaun Parker, Mike Elizondo | Dr. Dre, Mark Batson        | 3:46     |  |
| 4.                     | «So Disrespectful»                                     | Jackson, Justin Henderson, Chris Whitacre                                             | Tha Bizness                 | 3:39     |  |
| 5.                     | «Psycho» (featuring Eminem)                            | Jackson, Marshall Mathers, Young, Lawrence, Parker                                    | Dr. Dre                     | 4:45     |  |
| 6.                     | «Hold Me Down»                                         | Jackson, J. Groover, Y. Davis                                                         | Team Ready, J Keys          | 3:19     |  |
| 7.                     | «Crime Wave»                                           | Jackson, J. Fragala, D. Zacharias, W. Witherspoon, A Bond                             | Team Demo                   | 3:44     |  |
| 8.                     | «Stretch»                                              | Jackson, Ricardo Thomas                                                               | Rick Rock                   | 4:07     |  |
| 9.                     | «Strong Enough»                                        | Jackson, C. Ruelas, Q. Hysaw, C. McMurray, G. Jones, P. Sawyer                        | Nascent, QB Da Problem      | 3:01     |  |
| 10.                    | «Get It Hot»                                           | Jackson, M. Davis                                                                     | Black Key                   | 2:59     |  |
| 11.                    | «Gangsta's Delight»                                    | Jackson, Kejuan Muchita, B. Edwards, N. Rodgers                                       | Havoc                       | 3:14     |  |
| 12.                    | «I Got Swag»                                           | Jackson, R. Frazier, W. Hutchinson, D. Jolicoeur, K. Mercer                           | Dual Output                 | 3:34     |  |
| 13.                    | «Baby By Me» (featuring Ne-Yo)                         | Jackson, Jamal Jones, Shaffer Smith                                                   | Polow da Don                | 3:35     |  |
| 14.                    | «Do You Think About Me»                                | Jackson, Dana Stinson, Governor Washington                                            | Rockwilder                  | 3:26     |  |
| 15.                    | «Ok, You're Right»                                     | Jackson, A. Young, M. Batson, T. Lawrence, D. Parker                                  | Dr. Dre, Mark Batson        | 3:08     |  |
| 16.                    | «Could've Been You» (featuring R. Kelly) (bonus track) | C. Jackson, A. Young, R. Kelly, K. Rahman, C. Injeti                                  | DJ Khalil                   | 4:19     |  |
| 57:23                  |                                                        |                                                                                       |                             |          |  |

| Pista adicional en iTunes y Japón |              |              |               |          |  |
| N.º                               | Título       | Escritor(es) | Productor(es) | Duración |  |
| 17.                               | «Flight 187» | C. Jackson   | Phoenix       | 4:17     |  |

| Pista adicional de la primera edición en iTunes |               |              |               |          |  |
| N.º                                             | Título        | Escritor(es) | Productor(es) | Duración |  |
| 18.                                             | «Man's World» | C. Jackson   | Ky Miller     | 2:51     |  |

| Pista adicional de la reedición en iTunes |                                     |              |               |          |  |
| N.º                                       | Título                              | Escritor(es) | Productor(es) | Duración |  |
| 18.                                       | «Baby by Me» (featuring Jovan Dais) | C. Jackson   | Polow da Don  | 3:35     |  |

Nota
- La pista 14 contiene acompañamiento vocal sin acreditar de Governor.

Leftovers
- "Get Up"
- "I Get It In"
- "You Should Be Dead"
- "Try Me"

## Posicionamiento en lista

### Semanal
| Gráfica (2009)                          | Posición |
| --------------------------------------- | -------- |
| Australia (ARIA)                        | 19       |
| Austria (Ö3 Austria)                    | 41       |
| Bélgica (Ultratop flamenca)             | 34       |
| Bélgica (Ultratop valona)               | 47       |
| Canadá (Billboard Canadian Albums)      | 11       |
| Países Bajos (Album Top 100)            | 54       |
| Francia (SNEP)                          | 15       |
| Alemania (Offizielle Top 100)           | 36       |
| Irlanda (IRMA)                          | 18       |
| Italia (FIMI)                           | 67       |
| Nueva Zelanda (Recorded Music NZ)       | 35       |
| Escocia (Scottish Albums Chart)         | 21       |
| Suiza (Schweizer Hitparade)             | 13       |
| Reino Unido (UK Albums Chart)           | 22       |
| Estados Unidos (Billboard 200)          | 5        |
| Estados Unidos (Top R&B/Hip-Hop Albums) | 1        |
| Estados Unidos (Top Rap Albums)         | 1        |

### Fin de año
| Gráfica (2010)                        | Posición |
| ------------------------------------- | -------- |
| US Billboard 200                      | 67       |
| US Top R&B/Hip-Hop Albums (Billboard) | 19       |